# Felix Bloch
Felix Bloch (23. října 1905 Curych – 10. září 1983 Curych) byl švýcarský fyzik, nositel Nobelovy ceny za fyziku (1952), kterou obdržel za rozvoj nových metod pro přesná měření jaderného magnetismu a s tím spojené objevy společně s Edwardem Millsem Purcellem.